# Chikkanetagunte, Gubbi
Chikkanetagunte là một làng thuộc tehsil Gubbi, huyện Tumkur, bang Karnataka, Ấn Độ.